# Gabriel Robichaud
Gabriel Robichaud, né en 1990 à Moncton au Nouveau-Brunswick (Canada), est un acteur, poète, écrivain et dramaturge acadien.

## Biographie
Gabriel Robichaud est originaire de Moncton au Nouveau-Brunswick, où il grandit. Il obtient un baccalauréat en Art dramatique de l'Université de Moncton en 2011. En 2012, il crée la compagnie Théâtre Gauche. Il habite ensuite à Ottawa pendant quelques années, puis à Montréal. En 2018, il retourne vivre à Moncton. Il est en couple avec Émilie Turmel.
Il participe comme comédien à plusieurs pièces de théâtre ou spectacles artistiques diversifiés, et écrit trois recueils de poésie publiés aux Éditions Perce-Neige. Son recueil "Acadie Road", publié en 2018, est un hommage au classique "Acadie Rock" de Guy Arsenault, publié en 1973.
Il participe régulièrement à des événements littéraires tels que le Festival du Jamais Lu, à Montréal, ainsi que le Festival acadien de poésie, à Caraquet, au Nouveau-Brunswick. Il a aussi été "Poète flyé", soit écrivain en résidence, de 2011 à 2013 au Festival Frye.
En 2017, il participe aux Jeux de la francophonie à Abidjan, en Côte d'Ivoire, et il y gagne la médaille d'argent en littérature, pour un texte intitulé "Char". Il y sera aussi le porte-drapeau du Nouveau-Brunswick. Il dit que les Jeux de la francophonie ont eu "un grand impact sur sa carrière", dont des "invitations à des grands événements internationaux".
En 2018, il se fait connaître pour ses prises de position concernant l'absence de la littérature acadienne dans le cursus des écoles françaises du Nouveau-Brunswick. Dans un texte paru dans la revue À Bâbord!, puis dans le quotidien Le Devoir, il livre un plaidoyer pour que la littérature acadienne contemporaine soit enseignée et propagée dans les écoles,.
Le retentissement de cette lettre est tel que la Revue Culturelle de 2018 de Radio-Canada ouvre son émission en soulignant son engagement pour la défense de la culture francophone et acadienne. Lors de cette entrevue, à la question : "Dis-moi ce que je devrais savoir sur l'Acadie?", il répond :  "Il y a une effervescence créative qu'on ne soupçonne pas toujours, et à laquelle on ne donne pas la place. L'Acadie c'est beaucoup plus qu'un accent, et à un moment donné ce serait intéressant que dans les médias on arrête de parler de comment on parle le français, et qu'on écoute ce qu'on a à dire".
Au début de l'année 2019, Gabriel Robichaud se porte également à la défense de la tenue des Jeux de la francophonie au Nouveau-Brunswick en 2021. La nouvelle de l'annulation des Jeux tombe le 30 janvier 2019, en même temps que l'annonce que Gabriel Robichaud gagne le Prix Champlain pour son recueil Acadie Road. Bien que très déçu de l'annulation des Jeux et de ce que cela aurait pu représenter pour l'Acadie, il se dit très honoré de recevoir ce prix,.
Il déclare au sujet de son recueil de poésie que «Acadie Road se veut une réponse en évolution sur l'identité acadienne, à la fois contradictoire, attachante, belle, laide, imparfaite, forte [...] et surtout porteuse de création».
En 2020, alors que la pandémie de COVID-19 limite les rassemblements, Acadie Road sert de trame narrative au spectacle de la Fête nationale de l'Acadie qui se transformera en voyage musical diffusé à ICI Radio-Canada Télé et ICI ARTV. Il en assure d'ailleurs la narration.
Dans la poursuite de sa défense pour la culture francophone et acadienne, en 2021, Gabriel Robichaud et l'artiste acadienne Bianca Richard, mettent sur pied le projet "Parler Mal", qui traite de l'insécurité linguistique. Il s'agit d'un projet théâtral de docu-fiction, qui débute par beaucoup de recherche, puis une lecture au Festival à voix haute du théâtre l'Escaouette en février 2021 et une lecture au Festival du Jamais lu à Montréal en août 2021. Parler Mal devient aussi la première production de baladodiffusion de Radio-Canada Acadie. La pièce de théâtre naît finalement en 2024, une co-production de Satellite théâtre, Théâtre À tour de rôle et Festival TransAmériques. Elle est présentée du 23 mai au 1er juin 2024 au Centre culturel Aberdeen à Moncton, puis à Carleton-sur-Mer peu après. En 2025, Parler Mal part en tournée au Nouveau-Brunswick, en Colombie-Britannique et au Québec, où elle sera notamment présentée au Centre du Théâtre d'aujourd'hui à Montréal du 14 au 16 avril 2025. Il s'agit de la seule production théâtrale acadienne à être présentée à Montréal cette année-là. Pour se joindre à la production de la tournée, Gabriel Robichaud incorpore sa compagnie théâtrale Théâtre Gauche, qui était inactive jusque-là malgré sa création en 2012. 

## Œuvres

### Poésie
- La Promenade des ignorés, Moncton, Éditions Perce-Neige, 2011, 59 p.  (ISBN 978-2-922992-84-7),  (ISBN 9782896911806),  (ISBN 9782896911813) et  (ISBN 9782922992847)[16]
- Les Anodins, Moncton, Éditions Perce-Neige, 2014, 97 p.  (ISBN 9782896911318),  (ISBN 9782896912247),  (ISBN 9782896912230) et  (ISBN 9782896911318)
- Acadie Road, Moncton, Éditions Perce-Neige, 2018, 165 p.  (ISBN 9782896912797),  (ISBN 9782896912803),  (ISBN 9782896912810) et  (ISBN 9782896912797)[17],[18]

### Récits
- (fr + de) trad. Frank Weigand: Cocktail. En Pareil, mais différent. Genauso, nur anders. Récits francocanadiens - Frankokanadische Erzählungen. (bilingue) dtv, Munich 2020, pp 180–195 (version française aussi en: Y paraît. Possibles éd., 2016)

### Théâtre

#### En tant qu'acteur
- 2022-2023 : Murs, de Mishka Lavigne (Théâtre populaire d'Acadie, Créations In Vivo)[19]
- 2022 : Un. Deux. Trois., de Mani Soleymanlou[20]
- 2018-2019 : Je cherche une maison qui vous ressemble, de Catherine Allard : Gérald Godin[21],[22]
- 2014-2016 : Love is in the birds[23]
- 2013 : L'espérance de vie des éoliennes (Théâtre populaire d'Acadie, Théâtre du Tandem)[24]

#### En tant que dramaturge
- 2024-2025 : Parler Mal, co-production de Théâtre Gauche, Satellite théâtre, Théâtre À tour de rôle et Festival TransAmériques[15]
- 2021 : Crow Bar, Éditions Perce-Neige, Création Théâtre de l'Escaouette, Moncton[25]
- 2016 : Le lac aux deux falaises, Éditions Prise de parole, Sudbury, Création Théâtre de l'Escaouette, Moncton[3]
- 2014 : Crow Bar, lecture au Festival du Jamais lu[4]

### Télévision

#### En tant qu'acteur
- 2022 : L'Ordre secret de Phil Comeau avec l'ONF et UNIS-TV : Cérémoniaire
- 2018-2022 : À la valdrague à Radio-Canada Télé : Zoël Bourgeois[26],[19]

### Baladodiffusion
- 2021 : Parler Mal, production de Radio-Canada Acadie[13],[27]

### Spectacle
- 2016-2018 : Manifeste Scalène, spectacle de poésie monté avec Sébastien Bérubé et Jonathan Roy[28]

## Prix et honneurs
- 2019 : Prix Champlain, catégorie Adulte, pour Acadie Road, Éditions Perce-Neige[10],[6]
- 2017 : Jeux de la francophonie, médaille d'argent en littérature pour un texte intitulé "Char", porte-drapeau du Nouveau-Brunswick, Abidjan, Côte d'Ivoire[5]
- 2017 : Prix littéraire Le Droit, catégorie jeunesse pour Le lac aux deux falaises, Éditions Prise de parole[29]
- 2016 : Prix Éloizes, Artiste de l'année en littérature, pour Les Anodins, Éditions Perce-Neige[30]
- 2012 : Prix Suzanne-Cyr, Fondation pour l'avancement du théâtre francophone au Canada[2]
- 2011 : Prix Viola-Léger, Fondation pour l'avancement du théâtre francophone au Canada[2]